# Leche ultrafiltrada

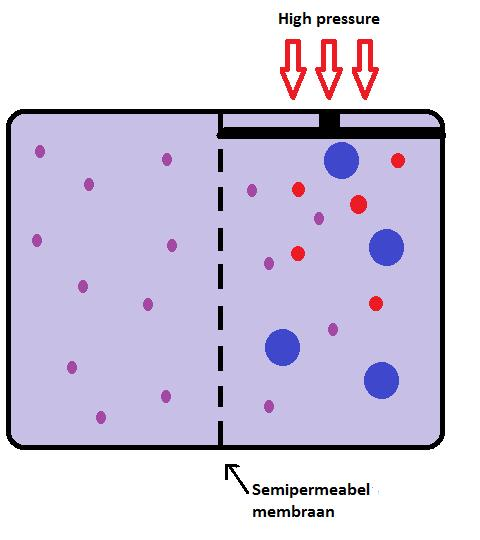
Proceso de ultrafiltración

La leche ultrafiltrada (leche UF), también conocida como leche diafiltrada, es una subclasificación del concentrado de proteína de la leche que se produce al pasar la leche a presión a través de una membrana fina y porosa para separar los componentes de la leche según su tamaño. Específicamente, la ultrafiltración permite que las moléculas más pequeñas de lactosa, agua, minerales y vitaminas pasen a través de la membrana, mientras que la molécula más grande de proteína y grasa (componentes clave para hacer queso) se retiene y concentra. Dependiendo del uso previsto del producto lácteo UF, la grasa de la leche entera puede eliminarse antes de la filtración. La eliminación de agua y lactosa reduce el volumen de leche y, por lo tanto, reduce sus costos de transporte y almacenamiento.
La ultrafiltración hace que la fabricación de queso sea más eficiente. La leche ultrafiltrada también se vende directamente a los consumidores bajo marcas como Fairlife y Simply Smart, que promocionan su mayor contenido de proteínas, menor contenido de azúcar y sabor más cremoso.
Según al menos una publicación, ultrafiltración y diafiltración son términos sinónimos.